# Maâfa
Maâfa (em árabe: معافة) é uma cidade localizada na província de Batna, no noroeste da Argélia. Sua população era de 2 880 habitantes, em 2008.